# Servonne
Die Servonne ist ein kleiner Fluss in Frankreich, der im Département Saône-et-Loire in der Region Bourgogne-Franche-Comté verläuft. Sie entspringt im südwestlichen Gemeindegebiet von Simard, bildet zunächst eine kleine Seenkette, entwässert in einer S-Kurve – beginnend über Südwest – generell nach Südosten durch die Bresse-Ebene und mündet nach rund 15 Kilometern an der Gemeindegrenze von Vincelles und Louhans als rechter Nebenfluss in die Seille. In ihrem Mittelabschnitt quert die Servonne die Bahnstrecke Dijon-Ville–Saint-Amour.

## Orte am Fluss
(Reihenfolge in Fließrichtung)
- Meix Vallant, Gemeinde Simard
- La Vernotte, Gemeinde Vérissey
- La Marconnaise, Gemeinde Juif
- Juif
- Le Charmoy, Gemeinde Juif
- Le Montceau, Gemeinde Saint-Usuge
- Vincelles